# Gare de La Motte-d'Aveillans
Ne doit pas être confondu avec Gare de La Motte, Gare de La Motte-les-Bains ou Gare de La Motte-Sainte-Roseline.
La gare de La Motte-d'Aveillans est une gare ferroviaire française située sur le territoire de la commune de La Motte-d'Aveillans, dans le département de l'Isère.

## Situation ferroviaire
Établie à 867 mètres d'altitude, la gare de La Motte-d'Aveillans est située au point kilométrique 22,649 du chemin de fer de la Mure, entre la gare fermée de La Motte-les-Bains (en direction de Saint-Georges-de-Commiers) et la gare du Musée La Mine Image (en direction de La Mure).
Elle dispose de deux voies, constituant un point de croisement, ainsi que de voies de service.

## Histoire
La gare de La Motte-d'Aveillans a été mise en service le 1er août 1888 et a été fermée en 1950 aux voyageurs.

## Service des voyageurs

### Accueil
Le bâtiment voyageurs est encore présent ainsi que les abris sur les quais.

### Desserte
Les trains touristiques ne s'arrêtent plus dans cette gare.

### Intermodalité
La gare est en correspondance avec une lignes Cars Région Isère, la ligne régulière T92 reliant la gare de Grenoble à La Mure.